# Solarpark Vogtsburg
Der Solarpark Vogtsburg ist eine Anlage zur Umwandlung von Sonnenstrahlen in elektrische Energie in Vogtsburg im Kaiserstuhl. Er besteht aus 31.104 Solarmodulen, die auf einer Fläche von knapp 14 Hektar installiert sind und eine Peakleistung von gut 7,8 Megawatt erbringen können.

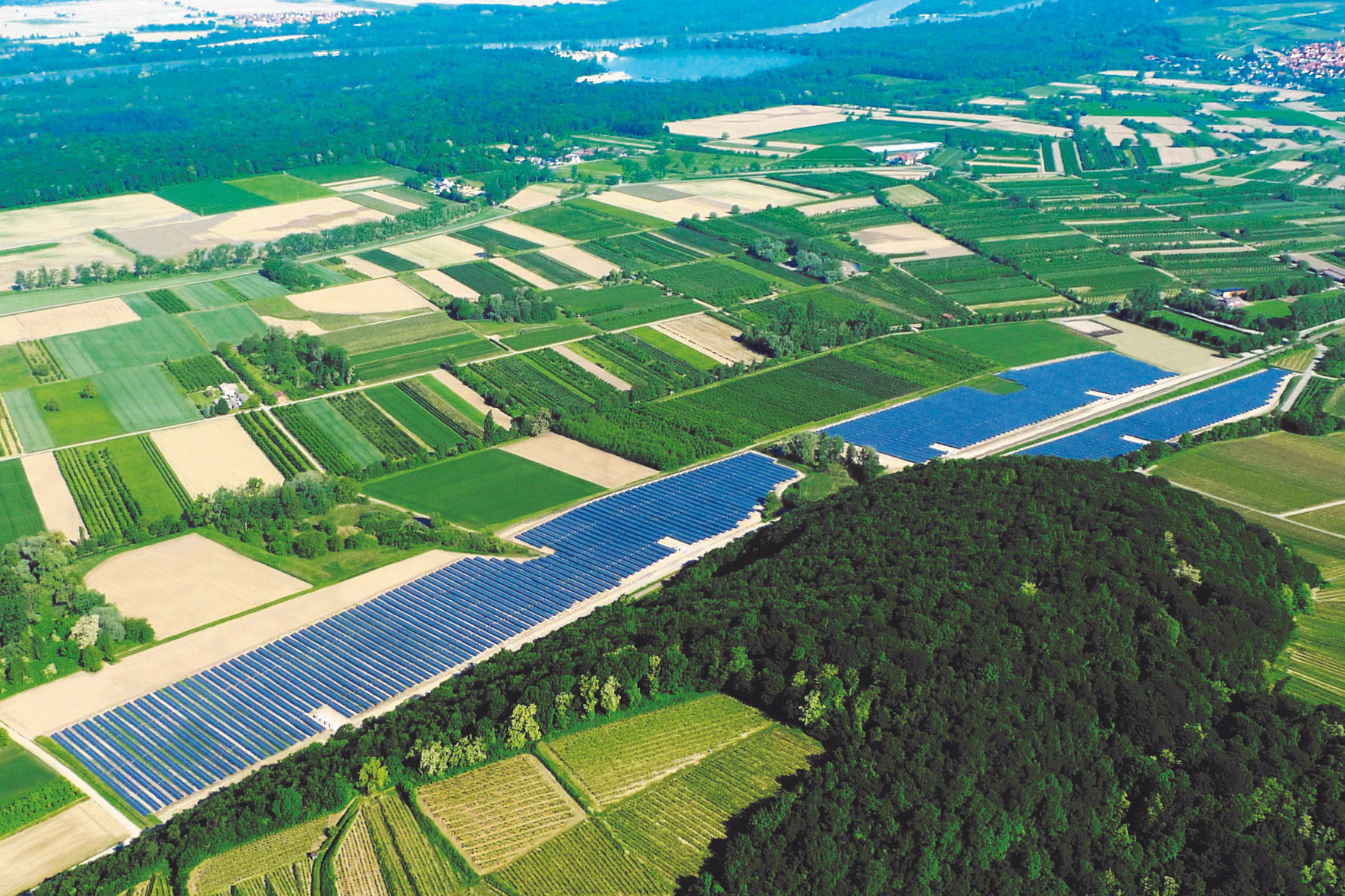
Luftaufnahme des Solarparks Vogtsburg

Durch die Gründung einer Bürgerenergiegenossenschaft (BeeG) gehen 75 Prozent des Solarparks durch Beteiligungsscheine in Bürgerhand, ein Viertel hält die Euskirchener „F&S solar concept GmbH“, die die Anlage erstellt hat.

## Geschichte
Der Bau des Solarparks an der Kaiserstuhlbahn wurde am 24. Juli 2012 einstimmig von Ortschaftsrat und Gemeinderat beschlossen.
Im Februar 2013 ging der Solarpark offiziell ans Netz. Die Installation der Netzübergabestation und die Inbetriebnahme der Wechselrichter wurde im April 2013 abgeschlossen, die Anlage wurde am 2. Mai 2013 durch Vogtsburgs Bürgermeister Gabriel Schweizer offiziell in Betrieb genommen.
Im Solarpark wurden 227 km Kabel verlegt sowie neun Wechselrichter und fünf Trafostationen installiert. Ein in Abstimmung mit der Forstlichen Versuchs- und Forschungsanstalt Freiburg errichteter Wildtierkorridor sowie Zäune mit Bodenfreiheit ermöglichen, dass kleinere Tiere ungehindert das Gebiet passieren können.